# Elka Nikołowa
Elka Nikołowa (bułg.: Елка Николова) – urodzona w Bułgarii amerykańska reżyserka, scenarzystka, producentka filmowa.
Nikołowa studiowała psychologię w Bułgarii. W 1994 roku wyjechała do Nowego Jorku, gdzie studiowała na New School University. W latach 2003–2007 pracowała jako asystentka redaktora przy produkcji programów Dateline NBC i Today Show.
Otrzymała uznanie jako reżyser dzięki dokumentalnemu filmowi Binka: To Tell a Story About Silence, o życiu i pionierskiej pracy, jednej z pierwszych kobiet reżyserek filmowych w Europie Wschodniej, Binki Żeljazkowej (1923–2011). Nakręcenie filmu zajęło jej pięć lat i zawiera on wywiady z wieloma współpracownikami Żeljazkowej.
Film miał premierę w Nowym Jorku, w Museum of Modern Art, 4 kwietnia 2007 roku. Pokazywany był także na Festiwalu Filmów Południowo-Europejskich w 2007 roku w Los Angeles, gdzie zdobył nagrodę publiczności za najlepszy film dokumentalny. Zdobył także nagrodę dla najlepszy debiut filmowy na Golden Rython Festival w 2007 roku oraz nagrodę na International Festival of Films on Art (FIFA) w Montrealu. 
Kolejnym projektem Nikołowej jest dokument o trudnej sytuacji bułgarskich Żydów podczas II wojny światowej.

## Filmografia

### Scenariusz
- 2007: Binka: To Tell a Story About Silence

### Reżyseria
- 2007: Binka: To Tell a Story About Silence

### Producent
- 2017: Angel Wagenstein: Art Is a Weapon

### Zdjęcia
- 2001: Frank & Mary film krótkometrażowy